# Королевский военно-морской флот Камбоджи
Королевский военно-морской флот Камбоджи (кхмер. កងទ័ពជើងទឹកកម្ពុជា, англ. Royal Cambodian Navy) — вид вооружённых сил Камбоджи. Основными задачами Военно-морских сил являются охрана территориальных вод и рыболовства, участие в миротворческих операциях и ликвидации последствий природных и техногенных чрезвычайных ситуаций. На вооружение 228 катеров и судов.

## Корабельный состав ВМС Камбоджи на начало 2011 года
| Фото | Номер                | Тип                                                | Количество | Примечания |
| ---- | -------------------- | -------------------------------------------------- | ---------- | ---------- |
|      | 1121-1125            | Торпедные катера проекта 206-М                     | 5          | СССР       |
|      | 1131-1135            | Пограничные сторожевые корабли (ПСКР) проекта 205П | 5          | СССР       |
|      | 1115                 | Торпедные катера проекта 206                       | 1          | СССР       |
|      | 1141-1145, 1101-1109 | Быстрый патрульный катер                           | 15         | Китай      |
|      | 1401                 | Десантное судно                                    | 1          | Китай      |

## Базирование
- Реам
- Сиханоуквилле
- Пномпень